# Neville Alexander
Neville Edward Alexander (22 de octubre de 1936-27 de agosto de 2012) fue historiador, políglota, político, escritor, un proponente de una Sudáfrica multilingüe y un ex revolucionario que pasó diez años en la isla Robben como compañero de prisión de Nelson Mandela.

## Biografía
Alexander nació en Cradock, Cabo, Unión Sudafricana, hijo de David James Alexander, un carpintero y Dimbiti Bisho, una maestra de escuela. Su abuela materna era una etíope y fue rescatado de la esclavitud por los británicos.
Fue educado en el Convento de Santo Rosario, Cradock, y se matriculó en 1952. Pasó seis años en la Universidad de Ciudad del Cabo para obtener una licenciatura en Inglés e Historia (1955), completando sus honores en alemán un año después y una maestría en alemán, su tesis fue sobre el drama barroco de Silesia de Andreas Gryphius y Daniel Caspar von Lohenstein. Después de haber sido galardonado por la Fundación Alexander von Humboldt con una beca en la Universidad de Tubinga obtuvo su doctorado en 1961 con una tesis sobre el cambio de estilo en la obra dramática de Gerhart Hauptmann.
En 1957 Alexander se radicalizó y fue miembro de la Asociación de Estudiantes de la Península del Cabo, afiliado del Movimiento de Unidad de No Europeos de Sudáfrica. Se unió a la Unión Democrática de Pueblos Africanos de Sudáfrica (UDPAS), que fue establecida en 1960. Sin embargo, fue expulsado de UDPAS en 1961 y con Dulcie September, Kenneth Abrahams, Ottilie Abrahams, Fikile Bam, Andreas Shipinga, Marcus Solomon,  Xenophon Pitt y Elizabeth van der Heyden, formó un grupo de estudio de nueve miembros en julio de 1962, conocida como la Yu Chi Chan Club (YCCC). Yu Chi Chan es el nombre chino de guerrillas de guerra, que Mao Tse-Tung utilizó. El YCCC se disolvió a finales de 1962 para ser reemplazado por el Frente de Liberación Nacional (FLN) del que Alexander fue uno de los fundadores.

## Sentencia
En julio de 1963, junto con la mayoría de los miembros del FLN, fue detenido. En 1964, fue declarado culpable de conspiración por intento de sabotaje. Desde 1964 a 1974 fue encarcelado en Isla Robben.
Después de ser liberado, ha hecho mucho trabajo siendo el pionero en el campo de la política lingüística y planificación en Sudáfrica desde la década de 1980 a través de organizaciones tales como el Proyecto de Idiomas Nacionales, PRAESA, así como el proceso de LANGTAG. Él ha tenido una gran influencia en relación con el desarrollo del lenguaje político con diversos departamentos gubernamentales, entre ellos la educación.
Su trabajo más reciente se ha centrado en la tensión entre el multilingüismo y la hegemonía del inglés en la esfera pública. Fue Director de PRAESA y miembro de la Junta Provisional de Gobierno de la Academia Africana de Lenguas.
En 1981, fue nombrado Director de la Comisión Sudafricana para la Educación Superior (SACHED). Actualmente es director del Proyecto para el Estudio de la Educación Alternativa en Sudáfrica (PRAESA) de la Universidad de Ciudad del Cabo.
En 1994 su trotskista Organización de Trabajadores de Acción Socialista impugnaron las elecciones.
Alexander fue el ganador del Premio Linguapax para 2008. El premio se otorga anualmente (desde 2000) en reconocimiento de las contribuciones a la diversidad lingüística y la educación multilingüe. La citación señaló que había dedicado más de veinte años de su vida profesional a defender y preservar el plurilingüismo en el África post-segregación racial y se ha convertido en uno de los principales defensores de la diversidad lingüística.
Alexander falleció tras un largo período de mala salud el 27 de agosto de 2012.